# 斯旺西城堡
斯旺西城堡（英語：Swansea Castle）是位於英國威爾斯斯旺西市中心的一座城堡。這座城堡由Henry de Beaumont創建於1107年。現在這座城堡已是廢墟，僅保留有兩個部分。遺跡在2010年被改造為公共空間。 

## 位置
斯旺西城堡位於市中心的東側，面向城堡廣場。城堡最初的佔地面積是4.6英畝（1.9公頃），現存的遺跡包括居住區和一段東南向的L型護牆。城堡有五個隧道拱頂地下室。

## 歷史

### 第一座城堡
亨利·德·博蒙特在1106年被授予高爾領主的地位。他開始鞏固諾曼人對這一地區的控制。1116年時，斯旺西有一座木質城堡。這座城堡有被威爾斯人軍隊攻擊的記錄，外圍防禦因此被毀。
最初的城堡可能是子矩形/橢圓形，東面是塔威河，北面、西面和南面則是更大的子矩形外郭。內城很可能包括一個圓形土丘，但亦有觀點認為該城堡曾是環形城堡。內城的中央土丘（或環形城堡）直徑52（171英尺），在威爾斯僅次於加的夫城堡，並保存至20世紀初期。
斯旺西城堡在1192年曾遭到長達10週的圍攻，但未被攻破。斯旺西城堡雖然在1217年坍塌，但在1220年得到修復。現在的城堡遺跡可能是重建於1221年至1284年，使用石質材料。

### 14至19世紀

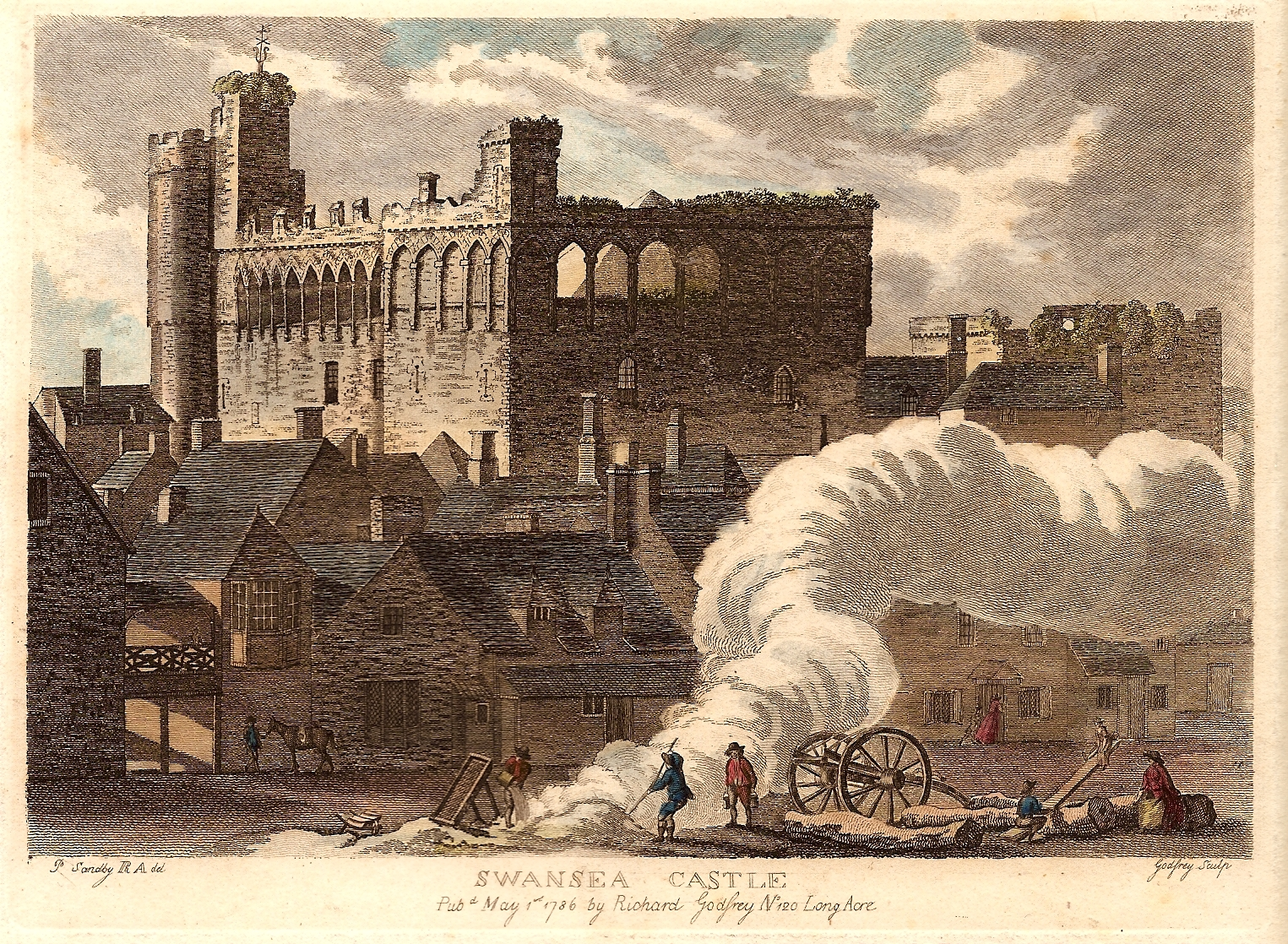
1786年時的斯旺西城堡

14世紀時，斯旺西城堡已經失去軍事上的重要性。1400年代初期，威爾斯發生了由歐文·格林杜爾領導的叛亂，雖然許多英格蘭人的城堡都被攻擊，但斯旺西城堡是否在此之列則不得而知。文獻僅記載斯旺西城堡曾派出兩名男人往北，蒐集格林杜爾的活動訊息。

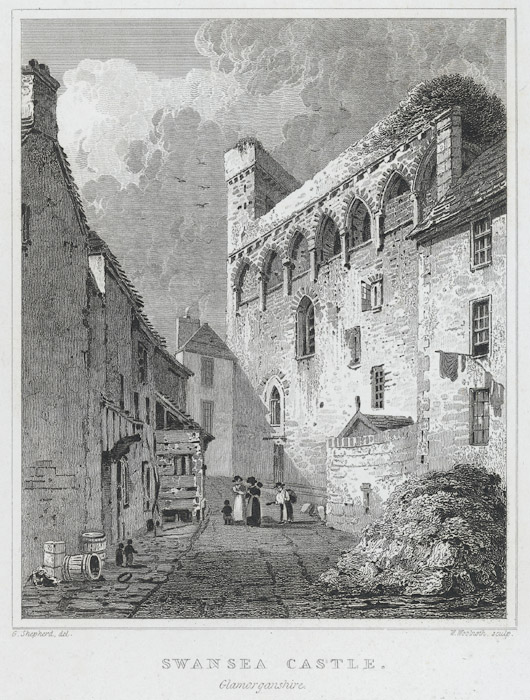
1824年時的斯旺西城堡

斯旺西城堡的所有者此後成為缺席地主。1650年時，這座城堡被描述成「一座腐朽的建築」。1670年代時，方塔被作為瓶子工廠使用。1700年時，在城堡院內修建了市政廳。1700年代中期，大堂成為斯旺西的濟貧院。1800年代，郵局取代了市政廳。1850年代，軍事演習室取代了濟貧院。城堡附近的塔威河在1840年代被截彎取直。

## 20和21世紀

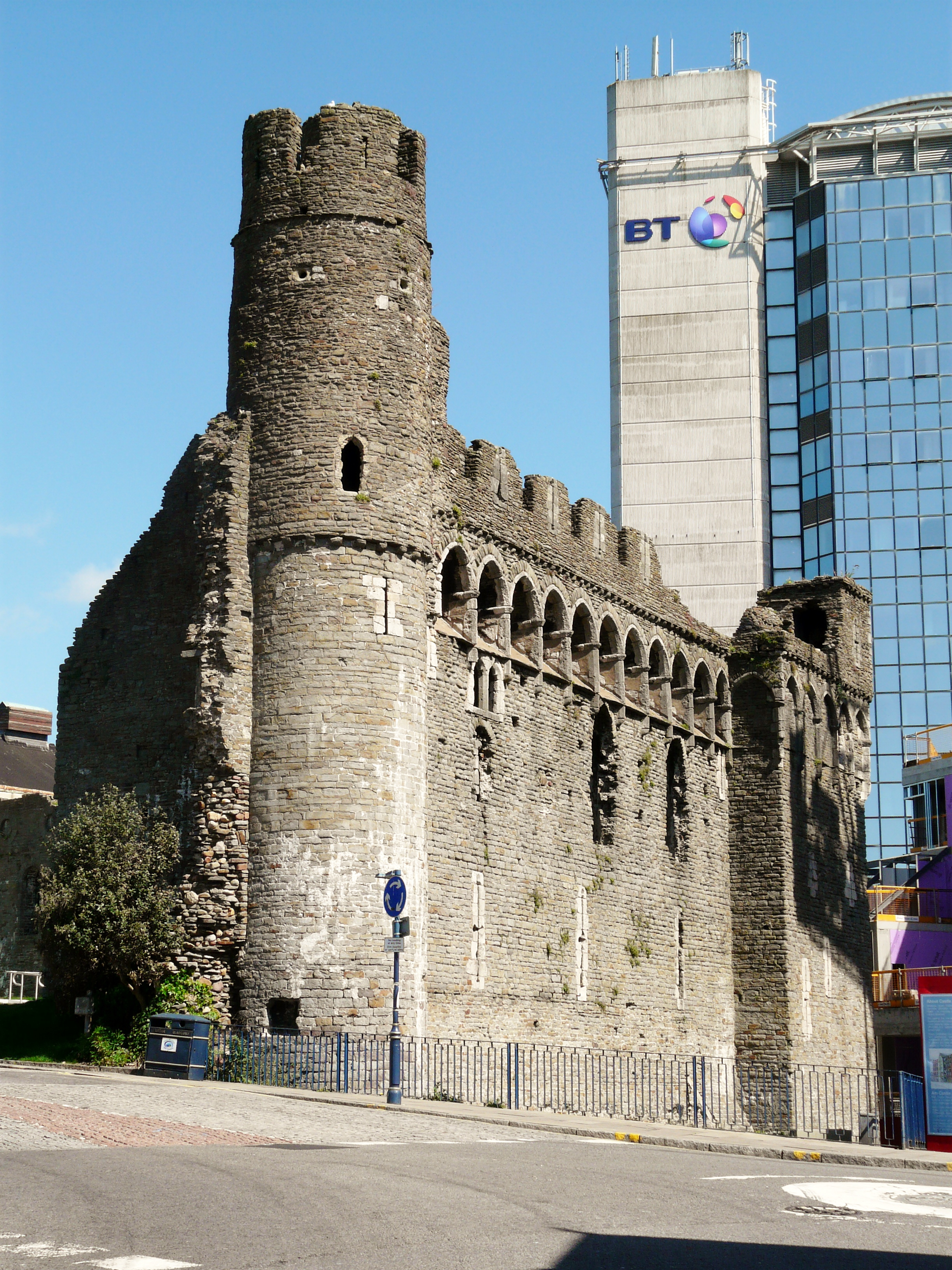
現在的城堡

在1909年至1913年，斯旺西城堡的部分建築被拆除（特別是中央土丘部分），用來修建報社。1930年代初期，詩人狄蘭·湯瑪斯曾在城堡遺址為《南威爾斯每日郵報》（South Wales Daily Post）工作。報社在1976年被拆除。
1952年，斯旺西城堡被列入I級登錄建築。
斯旺西城堡曾很少對公眾開放，最近的一次是在2012年聖戴維斯日。2010年代早期，一項由歐洲區域發展基金和威爾斯政府資助的項目啟動，以向公眾開放城堡參觀，並將其作為斯旺西城堡小徑的一部分。

## 外部連結
- Swansea Castle （页面存档备份，存于）, City and County of Swansea webpage
- VIDEO: The history of Swansea Castle, told within its walls （页面存档备份，存于） via South Wales Evening Post
- www.geograph.co.uk : photos of Swansea castle （页面存档备份，存于）
- swansea.tourism.cx : many of Swansea castle

51°37′13″N 3°56′28″W / 51.6203°N 3.9412°W